# HD 129116
HD 129116，又名CD-37 9618，SAO 205839、HR 5471，是一颗恒星，视星等为4，位于銀經325.9，銀緯20.1，其B1900.0坐标为赤經14h 35m 44.7s，赤緯-37° 20.1′ 51″。